# Día Internacional de la Traducción
El Día Internacional de la Traducción es una jornada que se celebra anualmente el 30 de septiembre desde 1991, fue establecida oficialmente por la  Asamblea General de las Naciones Unidas en 2017.

## Proclamación
El Día Internacional de la Traducción fue proclamado por la Asamblea General de las Naciones Unidas el 24 de mayo de 2017. La iniciativa busca rendir homenaje a la labor de los profesionales de la lengua, incluyendo traductores, intérpretes y terminólogos, quienes juegan un papel esencial en el acercamiento de las naciones, facilitando el diálogo, la cooperación y contribuyendo al desarrollo y la paz global.
Desde su creación en 1953, la Federación Internacional de Traductores (FIT) ha promovido la celebración del día de San Jerónimo, el patrón de los traductores. En 1991, FIT lanzó oficialmente la idea de un Día Internacional de la Traducción, para mostrar solidaridad con la comunidad mundial de traductores y promover la profesión en un contexto de creciente globalización.

## Celebración
Este día se celebra el 30 de septiembre, en conmemoración de San Jerónimo, traductor de la Biblia y patrón de los traductores. San Jerónimo, cuyo nombre completo es Eusebius Sophronius Hieronymus, fue un sacerdote y erudito del noreste de Italia que tradujo gran parte de la Biblia al latín a partir de los manuscritos del Nuevo Testamento y parte del evangelio hebreo al griego. Su lengua materna era el latin, y también hablaba griego y hebreo, idiomas que aprendió estudiando y viajando. Murió el 30 de septiembre del año 420 cerca de Belén.
Las celebraciones de este día incluyen conferencias, seminarios y eventos dedicados a destacar la importancia de la traducción y la interpretación, así como actividades de promoción de la diversidad lingüística y el multilingüismo. Las Naciones Unidas, por su parte, emplean a cientos de traductores en sus sedes y comisiones regionales, quienes trabajan para publicar documentos simultáneamente en los seis idiomas oficiales de la organización: árabe, chino, español, francés, inglés y ruso.
Un ejemplo de las actividades asociadas a este día es el certamen Spot the Translator, organizado por el Consejo Europeo de Asociaciones de Traductores Literarios (CEATL). Este concurso invita a artistas a crear cortometrajes que resalten la importancia de los traductores literarios y los desafíos que enfrentan.

## Temas
Cada año la IFT elige un tema
- 2013: Beyond linguistic barriers - a united world, ('Más allá de las barreras lingüísticas - un mundo unido')
- 2015: The Changing Face of Translating and Interpreting, ('El rostro cambiante de la traducción y la interpretación')
- 2016: Connecting Worlds, ('Conectando mundos')
- 2017: Translation and Diversity, ('Traducción y diversidad')
- 2018: Translation: promoting cultural heritage in changing times, ('Traducción: promoviendo el patrimonio cultural en tiempos de cambio')
- 2019: Translation and Indigenous Languages, ('Traducción y lenguas indígenas')
- 2020: Finding the words for a world in crisis, ('Encontrando las palabras para un mundo en crisis')
- 2021: United in translation,  ('Unidos en la traducción')
- 2022: A World without Barriers, ('Un mundo sin barreras')
- 2023: Translation unveils the many faces of humanity, ('La traducción desvela los muchos rostros de la humanidad')
- 2024: La traducción, un arte que vale la pena proteger